# Juan Morel Campos
Juan Nepomuceno Morel Campos (Ponce, 16 de maig de 1857 - 12 de maig de 1896) fou un compositor porto-riqueny. Va compondre mes de 550 treballs musicals abans de la seva mort als 38 anys.
Fill de Manuel Morel Araujo, de la República Dominicana, i Juana de Dios Campos Collazo, de Veneçuela. Va començar per estudiar música als vuit anys sota el guiatge d'Antonio Egipciaco. Va ser alumne del compositor i pianista porto-riqueny Gonzalo de J. Núñez (1850 - 1915). Juan Morel va aprendre a tocar pràcticament cada instrument de llautó i va ser un dels fundadors i directors de «La Banda de Bomberos del Parque de Bombas de Ponce)» anomenada després la Banda Municipal de Ponce.
Més tard, va ser alumne del compositor Manuel Gregorio Tavárez. La seva primera composició de dansa va ser «Sopapos» influènciat per Tavárez.
Va tenir la seva pròpia orquestra de ball «La Lira Ponceña». La majoria de les seves danses eren escrites per ballar. Va modificar les seves composicions de manera que també poden ser interpretades sobre piano. També va compondre valsos, òperes, simfonies, marxes i obertures.
Dones i el tema d'estimar inspirat la majoria de les seves composicions musicals. El seu amor gran era una senyora va anomenar Mercedes Arias, però la seva família no va aprovar de la seva relació. Sigui d'aquell amor "frustrat" que molts de Morel Campos' bonic danzas va néixer, "Maldito Amor" (Amor Ditxós) és un exemple. Entre el seu millor-les composicions conegudes són "Felices Dias' (Dies Feliços), "Cap Em Toques" (No Em Toca), "Idilio," i "Maldito Amor" (Amor Ditxós).
Algunes danzas de Juan Morel:
- Conversación
- Felices Días
- Idilio
- Maldito Amor
- No me toques
- Sin ti jamás
- Sí, te toco
- Sueño de Amor
- Ten Piedad
- Tormento
- Un conflicto
- Vano empeño

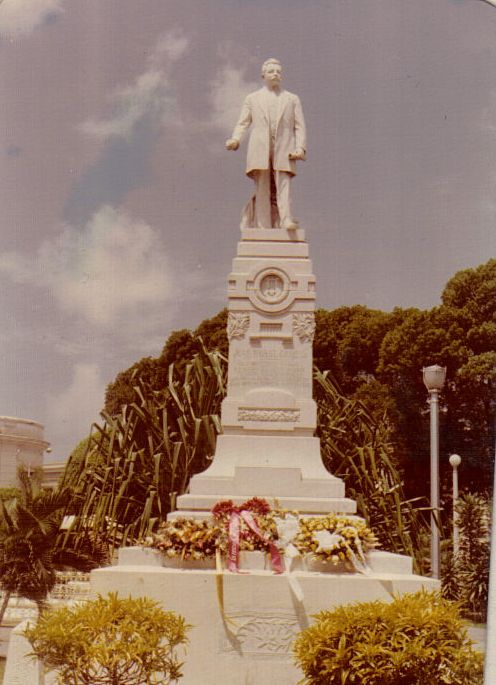
Estàtua de Juan Morel Campos a la Plaza Las Delicias de Ponce

Juan Morel Campos va patir un accident vascular cerebral el 26 d'abril de 1896 durant un concert a Ponce i va morir després el 16 de maig. El desembre de 1926, les seves restes van ser enterrades en el pedestal de la seva estàtua en la Plaza Las Delicias. La seva muller era Secundina Beltrán Collazo i els seus fills Olimpia, Eugenia, Belén, Plácido i Manuel.
El seu nebot Pedro Albizu Campos fou un dirigent del Partit Nacionalista porto-riqueny.